# Джиджора Володимир Григорович
Володимир Григорович Джиджора (7 січня 1970, Харків, Україна) — український дипломат, експерт-правозахисник

## Освіта
- 1990-1995 р. — Військовий університет, Москва, СРСР, РФ. Іноземні мови (перська, англійська), перекладач-референт, з відзнакою
- 2002-2004 р. — Ерфуртський університет, Ерфуртська школа державної політики[1]. Ерфурт, Німеччина. Магістр державної політики
- 2001-2002, 2004-2005 р. — Дипломатична академія України при Міністерстві закордонних справ України. Київ, Україна. Магістр зовнішньої політики, з відзнакою
- Володіє англійською, перською, німецькою, українською, російською мовами.

## Трудова діяльність
1988—1996 рр. — проходив військову службу
1996—1997 рр. — працював на Авіаційному науково-технічному комплексі ім. О. К. Антонова
1997 р. — третій секретар Управління Азіатсько-тихоокеанського регіону, Близького і Середнього Сходу та Африки Міністерства закордонних справ України
1997—2001 рр. — третій, другий секретар Посольства України в Ісламській Республіці Іран
2005—2007 рр. — перший секретар Департаменту НАТО Міністерства закордонних справ України
2007—2009 рр. — перший секретар Місії України при НАТО
2009—2011 рр. — радник Відділення в Афганістані Посольства України в Туркменістані та Афганістані
2011—2014 рр. — радник Департаменту Європейського Союзу Міністерства закордонних справ України.
2014—2016 рр. — радник-посланник, Тимчасовий повірений у справах України в Сирійській Арабській Республіці
2017-—2019 рр. — радник-посланник, Тимчасовий повірений у справах України в Республіці Казахстан
2019—2021 рр. — радник Департаменту ЄС і НАТО Міністерства закордонних справ України
2021-2023 рр. — представник Уповноваженого Верховної Ради України з прав людини з питань міжнародного співробітництва, начальник Управління міжнародного співробітництва та європейської інтеграції секретаріату Уповноваженого Верховної Ради України з прав людини
2023 — Eldon Biologicals A/S, директор з бізнес розвитку в Україні, країнах НАТО, ЄС, з ООН та її агенціями. Українсько-данські проєкти "Кров для захисників" та "Walking Blood Bank".
2024 — засновник, керівник Української асоціації офіцерів резерву і ветеранів. Мета — вступ до структур НАТО і підготовка українських цивільних-резервістів.

## Захоплення
- триатлон, марафонський біг, практична стрільба, перська поезія[3]